# Herminia griseata
Herminia griseata là một loài bướm đêm trong họ Noctuidae.